# Morten Krogh
Morten Krogh (født 19. marts 1988) er en dansk fodbolddommer, der siden 2016/2017-sæsonen har dømt i den danske Superliga. Før oprykningen til Superligaen var han dommer i 1. og 2. division.
Morten Krogh havde sin debut som Superliga dommer den 29. juli 2016 i kampen mellem Viborg og Esbjerg.
Han blev FIFA-dommer pr. 1. januar 2019.
Morten debuterede som dommer i Champions League den 25. oktober 2023 i kampen mellem BSC Young Boys og Manchester City.